# Holiday (Happinessの曲)
「Holiday」（ホリデイ）は、Happinessの8枚目のシングル。2015年10月14日にrhythm zoneから発売。

## 概要
- 「CD＋DVD」「CDシングル」「ワンコインCD」[2]の3形態で発売[3][4]。
- 2015年8月27日に同シングルが10月14日に発売することが発表[5]。前作｢Seek A Light」から約11ヶ月ぶりのシングルとなる。[4]>
- 前2作同様、3曲目には過去にリリースした楽曲のセルフカバーを収録。DJ WATARAIがトラックを担当して録り直した。[4]
- ファッション・ディレクターのNIGOがジャケットのアート・ディレクションとヴィジュアル・ディレクションを手がけている[4]。

## 収録曲

### CD+DVD
CD
1. Holiday
作詞：SAKURA ラップ歌詞：Jewels、作曲：T.Kura
  - UHA味覚糖「e-maのど飴」CMソング[6]
  - テレビ朝日系『お願い!ランキング』2015年10月度エンディングテーマ[7]
  - アルペン「衝撃スノーボードバーゲン」CMソング[8]
2. Be Mine
作詞：Rena Komatsu、作曲：Caroline Gustavsson・Carlos K.
3. フレンズ <2015 ver.> 
作詞：Kiyoshi Matsuo、作曲：Kiyoshi Matsuo・Yoshihiro Toyoshima
4. Holiday (Instrumental)
5. Be Mine (Instrumental)
6. フレンズ <2015 ver.> (Instrumental)

DVD
1. Holiday (MUSIC VIDEO)

### CDシングル
1. Holiday
2. Be Mine
3. フレンズ <2015 ver.>
4. Holiday (Instrumental)
5. Be Mine (Instrumental)
6. フレンズ <2015 ver.> (Instrumental)

### CDワンコイン
1. Holiday